# Закриссон, Марио-Оскар
Марио-Оскар Закриссон (исп. Mario-Óscar Zachrisson; род. 19 июля 1952) — гватемальский спортивный стрелок. Участник летних Олимпийских игр 1980 и 1984 годов, серебряный призёр Центральноамериканских и Карибских игр 1990 года, трёхкратный бронзовый призёр Центральноамериканских и Карибских игр 1978, 1982 и 1986 годов.

## Биография
Марио-Оскар Закриссон родился 19 июля 1952 года.
Завоевал четыре медали Центральноамериканских и Карибских игр в стендовой стрельбе: в 1978 году в Медельине бронзу в ските, в 1982 году в Гаване и в 1986 году в Сантьяго-де-лос-Кабальерос бронзу в командном ските, в 1990 году в Мехико серебро в командном ските.
В 1980 году вошёл в состав сборной Гватемалы на летних Олимпийских играх в Москве. В ските поделил 33-36-е места, поразив 185 мишеней и уступив 11 мишеней завоевавшему золото Кьельду Расмуссену из Дании.
В 1984 году вошёл в состав сборной Гватемалы на летних Олимпийских играх в Лос-Анджелесе. В ските поделил 58-60-е места, поразив 172 мишени и уступив 26 мишеней завоевавшему золото Мэтту Драйку из США.

## Семья
Старший брат — Эдгардо Закриссон (род. 1950), гватемальский спортивный стрелок. Участник летних Олимпийских игр 1976 года.